# Ulrichshorst

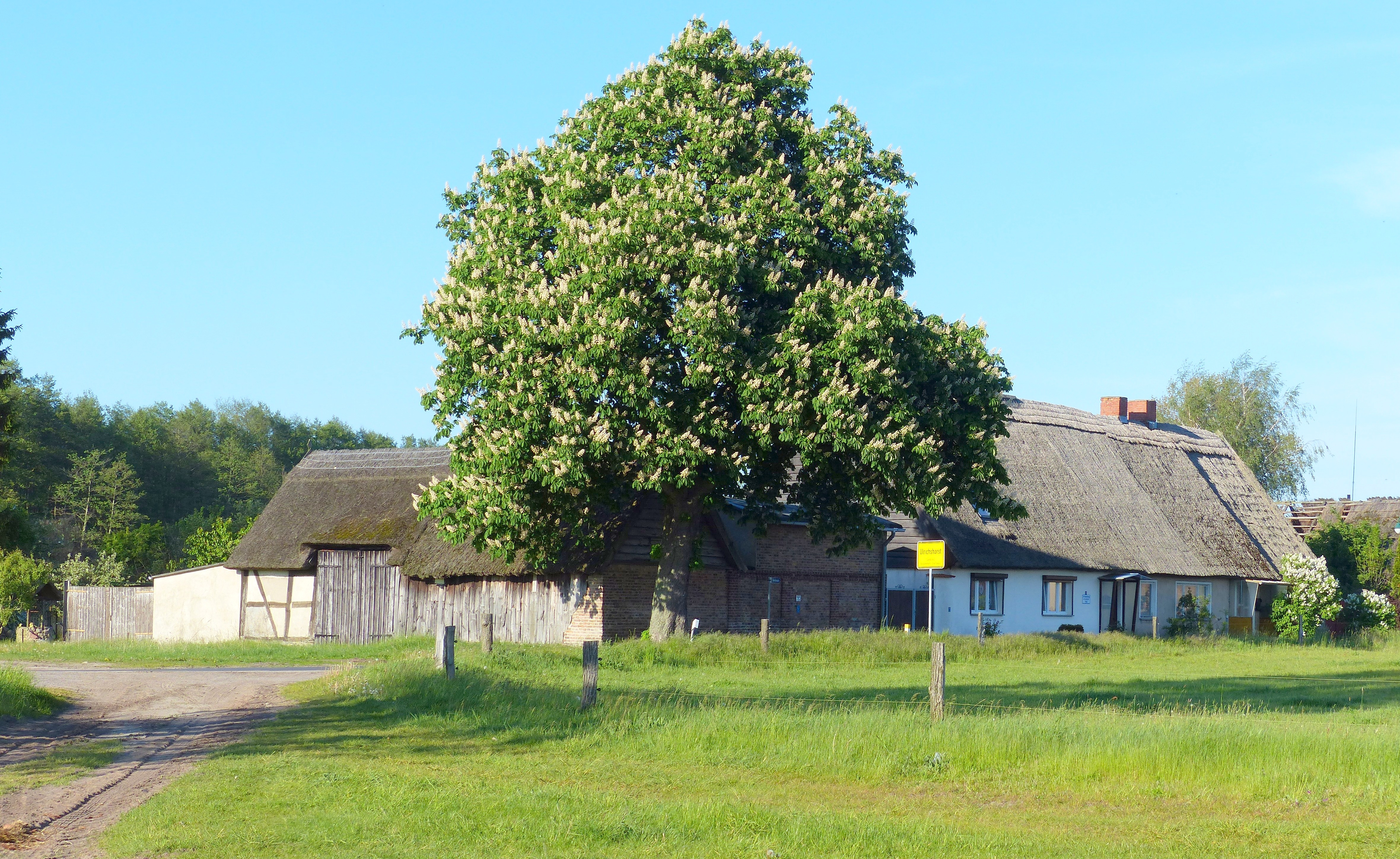
Ulrichshorst, Siedlerhäuser am westlichen Ende des Dorfes

Ulrichshorst ist ein Ortsteil der Gemeinde Korswandt auf Usedom im Landkreis Vorpommern-Greifswald in Mecklenburg-Vorpommern. Das Straßendorf erstreckt sich auf einer Länge von rund 1100 Metern von der Landesstraße 266 zwischen Korswandt und Zirchow in westlicher Richtung ins Thurbruch.

## Geschichte
Auf Anordnung des preußischen Königs Friedrich II. leitete Franz Balthasar Schönberg von Brenkenhoff ab 1772 die künstliche Entwässerung des Thurbruchs zur Gewinnung von Weideland. Wie vom König befohlen, gründete Brenkenhoff 1774 auf dem „Campe zu Chorshwant“, einer ins Niedermoor ragenden Landzunge (auch als Ulrichshorster Schwelle bezeichnet), eine Moorkolonie. Die Durchführung übernahm der Stettiner Departementsrat Ulrich, nach dem die Kolonie benannt wurde.
Im Ort wurden 30 Familien aus Mecklenburg und Schwedisch-Pommern eingewanderte Familien angesiedelt, davon 30 Männer, 29 Frauen und 59 Kinder. Die Kolonisten erhielten jeweils 6 Morgen Weide. An der Nordseite der Dorfstraße wurden dazu reetgedeckte Doppelhäuser angelegt. Auf der gegenüberliegenden Seite bekam jeder Kolonist ein Gartengrundstück. Bis 1800 kamen noch drei Kolonistenstellen hinzu.
Als Dienstpflicht wurde den Kolonisten die Beräumung und Freihaltung eines Abschnitts des Knüppelgrabens auferlegt, über den das Wasser aus dem Thurbruch abgeführt wurde. Wichtige Erwerbszweige waren Viehwirtschaft, Gartenbau und Torfgewinnung. Mit dem Ausbau des Hafens in Swinemünde wurde die Stadt für immer mehr Ulrichshorster Arbeits- und Absatzraum.
In den 1860er Jahren hatte Ulrichshorst 57 Wohnhäuser mit 365 Einwohnern. Neben 33 Kolonistenstellen gab es einen Müller, der seine Windmühle nahe dem südöstlichen Ende des Dorfes hatte, und 17 Büdner.
Die Struktur des Dorfes als einzeiliges langgestrecktes Straßendorf, wie in der Preußischen Uraufnahme dargestellt, blieb bis ins 20. Jahrhundert erhalten. Im Messtischblatt von 1920 sind in den südlichen Gartengrundstücken stellenweise Wirtschaftsbauten eingezeichnet. In den 1960er Jahren wurde eine asphaltierte Straße von Ulrichshorst durch das Thurbruch nach Reetzow gebaut. Mit dem Rückgang der individuellen landwirtschaftlichen Nutzung der Gehöfte seit der Bildung der Landwirtschaftlichen Produktionsgenossenschaften zu DDR-Zeiten bzw. weil Einwohner die Landwirtschaft als Nebenerwerb aufgaben, wurden auf verschiedenen Grundstücken weitere Wohnhäuser errichtet. Diese befinden sich vor allem im nordöstlichen Teil des Dorfes und an der Straße nach Ahlbeck. Auch südlich der Dorfstraße befinden sich inzwischen einzelne Wohnhäuser.
2010 hatte Ulrichshorst 255 Einwohner.